# Barbara Juliana von Krüdener
Barbara Juliana (Julie) von Krüdener (Russisch: Варвара Юлия Крюденер) (Riga, 22 november 1764 – 25 december 1824) was een Baltisch-Duitse barones, mystica en schrijfster.

## Biografie

### Vroege jaren
Barbara Juliana von Krüdener werd geboren als de dochter van Otto Hermann von Vietinghoff en Anna Ulrica von Münnich. Haar vader had gediend als kolonel onder tsarina Catharina II van Rusland en was een vrijmetselaar. Juliana groeide op in een Lutheraans gezien, ze had geen formeel onderwijs gekregen, maar was wel opgegroeid met Franse literatuur en mode. Op jonge leeftijd huwde ze met de veel oudere Russische diplomaat baron Burckhard Alexis Constantin von Krüdener. Met hem kreeg ze twee kinderen: Paul (1784) en Juliette (1787).
Door haar huwelijk maakte Krüdener in 1784 kennis met tsaar Paul I van Rusland en de nog zevenjarige kroonprins Alexander. Haar echtgenoot kreeg vervolgens een aanstelling in Venetië en zij vergezelde hem die kant op. Nadat de Franse Revolutie uitbrak in 1789 reisde ze alleen naar Parijs en liet ze haar echtgenoot en kinderen achter. Tijdens haar verblijf in de Franse hoofdstad ontvouwde zich tussen haar Madame de Staël een zekere mate van rivaliteit. Na het vertrek van Staël naar Coppet volgde Krüdener haar en ging zij wonen in Genève. Tijdens deze periode in Zwitserland schreef Krüdener haar roman Valerie, die een vrouwelijke versie was van Goethe's Die Leiden des jungen Werthers. Met dit boek trachtte Krüdener zelf een mate van beroemdheid te kunnen verwerven. Het boek bracht ze op de markt met de verkoop van veren en tulbanden. Valerie groeide uiteindelijk uit tot een succes.

### Piëtisme
Staël was zelf niet op de hoogte van de wedijver van Krüdener en introduceerde haar aan Benjamin Constant en François René de Chateaubriand. Na de dood van haar echtgenoot in 1802 ging Krüdener op zoek naar religieuze verlichting. Ze vond deze in het piëtisme. Hierin werd ze met name beïnvloed door de boerenprofeet Adam Müller en Johann Heinrich Jung. Ze ging vervolgens in het huis van Jung in Karlsruhe wonen waar ze wonderdoeners en slaapwandelaars ontmoette. Lang duurde haar verblijf aldaar niet, want de regering verbande de piëtisten.

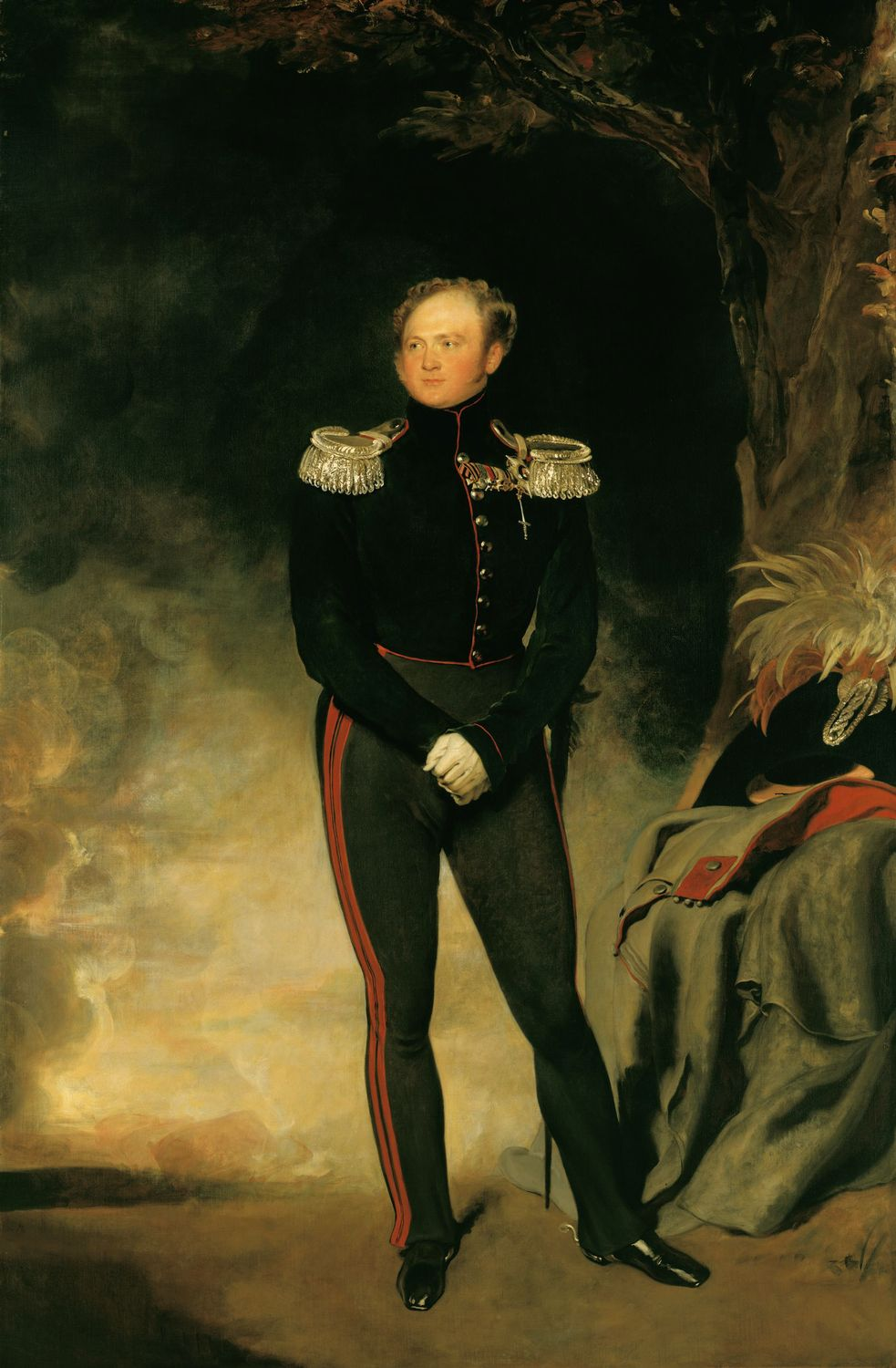
Tsaar Alexander I, geportretteerd door Thomas Lawrence.

De mystieke versie van het piëtisme dat Krüdener vanaf 1813 aan de dag legde had een aantal oorzaken, met name haar steun aan de landarbeiders en de diplomatie voor de vrede waren belangrijke richtlijnen. Hierbij richtte haar boosheid zich vooral op het Franse Keizerrijk van Napoleon dat haar zoon Paul had gevangen genomen. Na haar vertrek uit Karlsruhe ging ze in het kanton van Bazel wonen met een groep jonge piëtisten en agiteerde ze tegen de omstandigheden van landarbeid. In februari 1814 bereikte de Zesde Coalitie Baden en ontmoette Krüdener de hofdame Roxandra Sturdza, die haar ingang bij de keizer zou worden. Krüdener zag tsaar Alexander I als de redder van Europa en zag in hem het symbool van een "diepgaande vrijheid" die ze toeschreef "aan God voor al zijn overwinningen".

### Heilige Alliantie
Tijdens de onderhandelingen voor het verdrag van Parijs in mei 1814 was Krüdener zelf ook in de stad aanwezig. Ze was vervolgens ook aanwezig in Wenen toen het Congres daar plaatsvond en via Roxandra Sturdza en haar man stond ze in verbinding met de Russische tsaar. Ze ontmoette de tsaar op 9 juni 1815 in de Duitse stad Heilbronn. De ontmoeting vond plaats op uitnodiging van Alexander I. Bij hun ontmoeting was de tsaar enorm onder de indruk van Krüdener. Volgens de entourage van tsaar werd tussen de twee nauwelijks over politiek gesproken, maar werd er vooral gesproken over het goddelijk leven.
Krüdener volgde de tsaar naar Parijs en nam haar intrek in appartement niet ver van het Élysée, waar Alexander I verbleef. In haar salon hield ze religieuze samenkomsten. Alexander bezocht haar met enige regelmaat. Tijdens de verjaardag van de tsaar op 11 september 1815 stond ze aan zijn zijde de troepen te inspecteren. Vervolgens was Krüdener betrokken bij de totstandkoming van de tekst van de Heilige Alliantie. Ondanks deze invloed kan de alliantie niet louter alleen aan Krüdener worden toegeschreven, want Alexander I werd door meerdere religieuze factoren hiervoor beïnvloed.

### Laatste jaren
In 1816 keerde Krüdener voor korte tijd terug naar Karlsruhe, waar ze een gebedsontmoeting had met naar verluidt duizend mensen. In 1821 probeerde ze nog eenmaal invloed uit te oefenen op de tsaar. Ditmaal probeerde ze hem te bewegen om voor het christendom de wapens op te nemen om de Grieken te bevrijden van Ottomaanse onderdrukking. Alexander weigerde en noemde de oproep van Krüdener zelfs hypocriet. De laatste jaren van haar leven spendeerde ze haar erfenis aan het ondersteunen van de armen. Ze vertrok uiteindelijk naar de Krim waar ze een soort kolonie wilde stichten en overleed daar.